# Stipe Biuk
Stipe Biuk (* 26. Dezember 2002 in Split) ist ein kroatischer Fußballspieler, der beim Los Angeles FC unter Vertrag steht und aktuell an Real Valladolid ausgeliehen ist. 

## Vereinskarriere
Stipe Biuk war Nachwuchsspieler für NK Solin, bevor er 2011 zu Hajduk Split wechselte. Während seiner Zeit in der Jugendabteilung wurde er unter anderem vom FC Bayern München und dem FC Red Bull Salzburg beobachtet. Am 16. Januar 2021 unterschrieb er bei Hajduk einen Profivertrag mit einer Laufzeit bis 2026. Zum Zeitpunkt der Vertragsunterzeichnung hatte er Angebote von TSG 1899 Hoffenheim, dem VfL Wolfsburg, Borussia Mönchengladbach und Galatasaray Istanbul.
Am 2. März 2021 gab er beim 3:0-Auswärtssieg gegen NK Zagreb im Pokal sein Profidebüt, als er in der 74. Minute für Jairo da Silva eingewechselt wurde. Am 20. März 2021 gab er beim 1:0-Heimsieg gegen HNK Šibenik sein Ligadebüt. Am Ende der Saison stand er in neun Ligaspielen für die erste Mannschaft auf dem Platz. Dabei konnte er drei Tore erzielen und trug drei Vorlagen bei. Sein Debüttor schoss er beim 3:2-Heimsieg gegen HNK Rijeka am 1. Mai 2021. Zudem spielte er ein Spiel für die zweite Mannschaft in der 2. HNL. 2021 wurde er für den Golden Boy nominiert. In den folgenden eineinhalb Jahren spielte er fortan regelmäßig für Split.
Ende Januar 2023 wechselte er in die USA zum Los Angeles FC und unterschrieb dort einen langfristigen Vertrag bis 2026. In der Saison 2023 spielte er 30-mal für LA und erzielte dabei 3 Tore.
Nach einem Jahr in den USA kehrte er im Januar 2024 nach Europa zurück und wechselte leihweise mit Kaufoption zu Real Valladolid in die Segunda División.

## Nationalmannschaft
Nach seiner erfolgreichen Saison für Hajduk wurde er in den Kader für die K.o.-Phase der U-21-Europameisterschaft 2021 von Kroatien berufen. Bei der 2:1-Viertelfinalniederlage am 31. Mai gegen Spanien debütierte er für die U21-Nationalmannschaft, als er in der 78. Spielminute für Lovro Majer eingewechselt wurde. Nachdem er gefoult wurde, verwandelte Luka Ivanušec den Elfmeter zum 1:1, jedoch konnte Spanien in der Verlängerung das entscheidende Tor schießen, sodass Kroatien aus dem Turnier ausschied.

## Persönliches
Stipe Biuk wurde in Split geboren und wuchs in Solin auf. Sein Vater Robert Biuk ist ein pensionierter Polizist, der aus Vrlika stammt. Seine Mutter Danijela Boduljak starb ab 28. Dezember 2011 beim Backen einer Geburtstagstorte für Stipe, nachdem sie in der Küche aufgrund eines gerissenen Aneurysma zusammenbrach. Seine Brüder Filip und Duje sind ebenfalls Fußballspieler.
Biuk bezeichnet Marco Reus als sein fußballerisches Vorbild. Neben Hajduk Split ist er auch Fan von Borussia Dortmund und dem FC Liverpool.